# Allonville Communal Cemetery
Allonville Communal Cemetery is een begraafplaats gelegen in de Franse plaats Allonville (Somme). De militaire graven worden onderhouden door de Commonwealth War Graves Commission.
De begraafplaats telt 79 geïdentificeerde Gemenebest graven, waarvan 78 uit de Eerste Wereldoorlog en een uit de Tweede Wereldoorlog.